# El Día E
El Día E o Día del Español es una conmemoración festiva promovida por el Instituto Cervantes desde 2009, que tiene lugar el sábado más próximo al solsticio de junio, y cuyo objetivo es difundir la cultura del español, celebrar su importancia en el mundo y fomentar la unidad de sus hablantes.

## Motivación
Más de 500 millones de personas hablan español. El español es la segunda lengua del mundo en número de hablantes nativos y el segundo idioma de comunicación internacional.  El 7,9 % de los usuarios de Internet se comunica en español, donde es la tercera lengua más utilizada. El uso del español en la Red ha experimentado un crecimiento del 1.123 % entre los años 2000 y 2013. El español es la segunda lengua más importante de Wikipedia por número de visitas.

## Actos
En el Día del Español, los centros del Instituto Cervantes de todo el mundo organizan diversos eventos y propuestas relacionadas con el español y la cultura hispana, incluyendo conciertos, exposiciones, conferencias, «lluvias de palabras» y visitas a la Caja de las Letras. Al mismo tiempo, se ponen en marcha actividades participativas en Internet, como la elección de una palabra favorita del español, juegos relacionados con el idioma o concursos narrativos.

## Ediciones
| Edición | Fecha               | Palabra favorita | Notas |
| ------- | ------------------- | ---------------- | --- |
| 1.ª     | 20 de junio de 2009 | Malevo           | Significa «malhechor» en la jerga lunfardo de Buenos Aires.                                                              |
| 2.ª     | 19 de junio de 2010 | (vacante)        | Más votadas: arrebañar, cachivache, gamusino, infinito, limón, república, sueño, tiquismiquis, titipuchal y tragaldabas. |
| 3.ª     | 18 de junio de 2011 | Querétaro        | Sugerida por Gael García Bernal y elegida entre 35 candidatas propuestas por sendas personalidades hispanohablantes.     |
| 4.ª     | 23 de junio de 2012 |                  | No se realizó concurso de palabra favorita                                                                               |
| 5.ª     | 22 de junio de 2013 |                  | No se realizó concurso de palabra favorita                                                                               |
| 6.ª     | 21 de junio de 2014 |                  | No se realizó concurso de palabra favorita                                                                               |
| 7.ª     | 20 de junio de 2015 |                  | No se realizó concurso de palabra favorita.                                                                              |
| 8.ª     | 20 de junio de 2016 |                  | No se realizó concurso de palabra favorita.                                                                              |
| 9.ª     | 24 de junio de 2017 |                  | |
| 10.ª    | 23 de junio de 2018 |                  | |
| 11.ª    | 22 de junio de 2019 |                  | |
| 12.ª    | 21 de mayo de 2021  |                  | |
| 13.ª    | 3 de junio de 2023  |                  | |